# Studio di testa
Studio di testa è un dipinto di Giovanni Grande. Eseguito nel 1923, appartiene alle collezioni d'arte della Fondazione Cariplo.

## Descrizione
Pittore noto principalmente come ritrattista, Grande lasciò questo dipinto ad uno stadio piuttosto abbozzato, cosa che induce a ritenere si tratti di uno studio più che di un'opera compiuta. Il sapore decadente, tipico della matrice novecentista, e la ricerca di sensualità, che rende il dipinto piuttosto artificioso, rimandano alla lezione di Giacomo Grosso, presso cui Grande si formò.

## Storia
Il dipinto venne esposto all'Esposizione Nazionale di Brera nel 1923, allestita presso la Società Permanente di Milano, e in quell'occasione fu acquistato dalla Cariplo.